# Höllenbachalm
Die Höllenbachalm ist eine Alm in der Gemeinde Schneizlreuth.

## Bauten
Von den fünf Almhütten auf der Höllenbachalm ist heute nur noch die des Feichtenbauern erhalten. Die Almhütte, in der sich heute auch die Gastwirtschaft befindet, wurde 1922 als Einfirstanlage im Talhofstil errichtet. Das 23 × 12 m große Gebäude ist im Erdgeschoss aus Stein gemauert und verputzt, das Obergeschoss ist senkrecht verbrettert und hat eine Laube im Nordgiebel. Der Hauptzugang befindet sich an der nördlichen Giebelseite, das Gebäude hat eine weitere, traufseitige Einfahrt. Vor dem Gebäude befindet sich ein großer, geschotterter Biergarten zur Bewirtung der Wanderer. In unmittelbarer Nähe der Hütte befindet sich eine Andachtsstelle mit Kreuz. Ab 1600 bestand an gleicher Stelle ein 46 Tagwerk großer Hof, der 1889 an die Reichenhaller Saline verkauft wurde. 1922 erfolgte der Neubau der heutigen Almhütte.
Weitere Gebäude auf der Höllenbachalm waren die Almhütten des Angererbauern, des Kreuzerbauern, des Marxenbauern und des Lippenbauern. Die meisten Gebäude wurden abgerissen, von der Hütte des Angererbauern finden sich am nördlichen Rand der südlichen Almlichte noch Reste im Gehölz.

## Heutige Nutzung
Die Höllenbachalm ist in den Sommermonaten bestoßen, die Tiere stammen vom Eisenbichlerhof der Familie Gruber in Karlstein. Die Familie Gruber kümmert sich auch um die Bewirtung der Wanderer, die Gaststätte ist in der Regel von Anfang Mai bis Ende Oktober täglich zwischen 10 und 18 Uhr geöffnet.

## Lage
Die Höllenbachalm befindet sich auf einer Höhe von 750 m ü. NHN am östlichen Ende des Gemeindegebiets von Schneizlreuth nahe der Grenze zum Gebiet der Stadt Bad Reichenhall. Die Alm liegt in den Chiemgauer Alpen und ist eingerahmt vom Heuberg im Süden, dem Schadlosberg im Westen und dem Kienberg im Norden.
Die Alm liegt zwar an einer Forststraße, diese ist für den öffentlichen Verkehr jedoch gesperrt. Zu Fuß erfolgt der Aufstieg vom Wanderparkplatz an der Alpenstraße (B 305, ca. 45 Minuten), vom Ostufer des Thumsees (ca. 1,5 Stunden), von Weißbach an der Alpenstraße (ca. 1,5 Stunden) oder vom Jochberg aus (ca. 45 Minuten). Die meisten dieser Wege können auch mit dem Mountainbike befahren werden.